# Ermita de la Ina

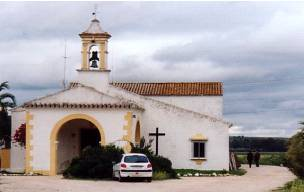
Ermita de la Ina Vista exterior.

La Ermita de Santa María de la Ina es una construcción mudéjar situada en el denominado Llano de la Ina a unos ocho kilómetros de la ciudad de Jerez de la Frontera. Es la iglesia Parroquial de Nuestra Señora de la Victoria, perteneciente a la Diócesis de Asidonia-Jerez, y concretamente a la ciudad Jerez de la Frontera del Arciprestazgo de Jerez Rural.
Posee sobre todo el gran mérito de ser un notabilísimo ejemplar de la más pura arquitectura mudéjar, con el valor añadido de ser también el templo cristiano más antiguo de todos los que se conservan, no sólo en Jerez, sino en toda la provincia de Cádiz.

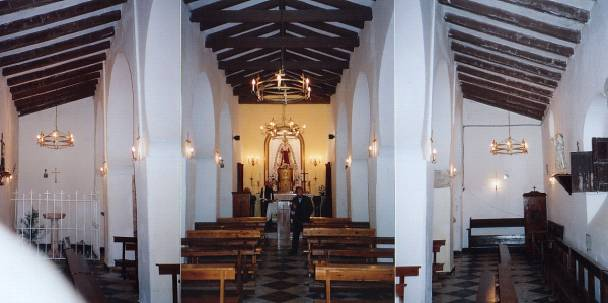
Ermita de la Ina Vista interior.

## Situación
En los llanos de la Ina en las que descuella una pequeña, pero bonita ermita y al par la llamada Torre de Cera "Torrecera", donde se asegura existió la ciudad de Ceret. Cómo a legua y media de Jerez de la Frontera, pasado el antiguo puente del vado de Medina o de Cartuja, a orillas del Guadalete, se levanta la ermita de estilo Mudéjar con el título de Nuestra Señora de la Victoria "Aína, Ahina o de la Ina", que perteneció a la jurisdicción espiritual de Cádiz hasta mil novecientos ochenta, en la actualidad forma parte de la Diócesis de Asidonia-Jerez y se localiza en la Carretera CA 3.110 km. 2,9.

## Arquitectura
El edificio, aun cuando muy desfigurado por obras posteriores, es de estilo Mudéjar y parece pertenecer al tipo de las basílicas visigóticas, como la de San Juan de Baños, y si bien no tiene la misma antigüedad, está construida bajo la influencia arquitectónica visigótica, empleada en los templos mozárabes sobre todo en Andalucía, donde no se siente apenas la influencia del arte románico.
Parece ser que la ermita de la Ina es construcción del último tercio del siglo XIV, de planta rectangular, techo a dos aguas cubierto de tejas y rematado por una espadaña, encima de la misma puerta, para la cual no hay subida. Tiene el edificio delante de la puerta, un espacioso portal, y sobre ella estuvo el escudo dominicano y una cruz de madera. Su interior consta de tres naves con cuatro arcos de herradura apuntados que se apoyan en pilares cuadrados. Se cubre con viguería que imitan las originales del edificio. Está blanqueada interior y exteriormente, y el pavimento es de solería. Con tres ventanas abiertas en la nave lateral del Evangelio. Un escalón separa el presbiterio del resto de la ermita, y en él se encuentran dos puertas laterales que comunican una a la sacristía y la del lado de la Epístola, con dos habitaciones de la casa contigua, que fueron aulas de una escuela rural de la Diócesis de Cádiz a mediados del siglo XX. 
La nave central tiene de veinte a veintidós varas de longitud (18 m), incluyendo la que podemos llamar capilla mayor y una de doce de latitud (10 m). El techo era de madera toscamente labrada. Existió un retablo pobre y escaso, queriendo imitar su pintura, varios mármoles y jaspes y con filos dorados, constaba de dos cuerpos. En la parte inferior del primero un pequeño tabernáculo para el Santísimo.

## Historia
Abu-Melek príncipe tuerto y pícaro, ostentaba el título de rey de Ronda y Algeciras dado por su padre rey de Marruecos Abul-Hassan "Albujacen o Albohacen", por sus servicios en África y la toma de Gibraltar. Rompió las paces concertadas con don Alonso XI de Castilla. Vino por la codicia de Xerez, con un poderoso ejército y auxiliado por los de Granada. 
El caballero don Diego Fernández de Herrera conocía a la perfección la lengua árabe por haber sido cautivo en África, ideó asesinar al tuerto y dejarlos así sin capitán. Pasó el Salado vestido de moro, por el sitio que llaman el Tirado, cerca de la cabeza del Real "Baladejo". Empuñó un pesado rejón y machucando cabeza a diestra y siniestra para abrirse paso, llegó al infante, traspasó al tuerto el año de 1339 a veintiocho de octubre. El ejército hallándose sin jefe que gobernase, ni soldado que obedeciese huyó. Pero en una torre llamada del Sotillo, a la pasada del Salado se hicieron fuertes unos quinientos, defendiéndose con obstinación, siendo prontamente tomada y todo lo demás fácil de concluir. Todos fueron derrotados, unos diez mil. 
Viéndose alcanzados y rodeados los infieles donde radica la ermita, trataron de hacer defensa y fueron muertos escapando muy pocos. En celebración de este hecho fundaron después los de Xerez la ermita, llamándola la Ina por haberles concedido la Madre de Dios una tan grande victoria y tan aína (Ayna). “Aína” es un adverbio anticuado que equivalía a decir “presto, con prontitud; del latín “agina”. 
Diego Fernández de Herrera volvió a la ciudad lleno de heridas y fue muerto quince días después, siendo enterrado en la parroquia de San Marcos de dicha ciudad.
En el siglo XVII sufrió una grave inundación, al subir el nivel del río Guadalete. En el año 1838 un furioso huracán después de absorber el agua de una laguna inmediata; tomó, arrasándolo todo, la dirección de la ermita; deshizo el campanario, destruyó los tejados y todos los tabiques de la casa. Arrancó el cancel con las cerraduras y cerrojos.
La ermita ha sufrido las inclemencias del tiempo, la acción del hombre y el abandono de las autoridades; es un ejemplo de un tipo de arquitectura poco conocida y poco estudiada en Jerez de la Frontera, en la actualidad la Junta de Andalucía está haciendo una investigación de este templo.
Permaneció en abandono lamentable. Perteneció a la diócesis de Cádiz y estuvo cerrada al culto, sirviendo en casa de labranza por lo cual es también conocida con el nombre Cortijo de la Ina . El edificio estuvo sin techo, sólo cubierta de chapas y telones hasta ser restaurada en 1952. Sirviendo de pajar, almacén y estancia de ganado.
Con fecha reciente de 22 de octubre de 2010 se inaugura la instalación eléctrica y la iluminación artística de la Ermita, resaltándose aún más si es posible la singular y peculiar belleza de esta bonita, y ahora si, cuidada ermita. Dicha instalación ha sido financiada en su gran mayoría por la Fundación ENDESA ( Fundación de la empresa ENDESA, distribuidora de energía eléctrica en la zona, sobradamente conocida) y llevada a cabo por la empresa jerezana DEYCA, Montajes Eléctricos según Proyecto y bajo la Dirección Técnica del Ingeniero Técnico Industrial D. Cayetano Fernández Aparicio, igualmente jerezano

## Párrocos
Se hizo cargo de la ermita el párroco don José María Ruiz Acedo. Le sucedió el padre salesiano don Ángel Andrade. Al pasar la ermita a la Diócesis de Asidonia-Jerez, la recibió don Antonio Pichardo Hidalgo, don Antonio Lima Torrado, le siguieron los padres de la Orden Franciscana. También fue   párroco de la misma don Antonio Labrador.
El actual párroco es Jesús Castro.